# Cephalodromia gobica
Cephalodromia gobica är en tvåvingeart som först beskrevs av Zaitzev 1972.  Cephalodromia gobica ingår i släktet Cephalodromia och familjen svävflugor.
Artens utbredningsområde är Mongoliet. Inga underarter finns listade i Catalogue of Life.